# Makino Tomoaki
Makino Tomoaki (Hirosima, 1987. május 11. –) válogatott japán labdarúgó.

## Pályafutása
2006–2010 között a Sanfrecce Hiroshima, 2011-ben a német 1. FC Köln, 2013 és 2021 között az Urawa Reds labdarúgója volt.
A japán U20-as válogatott tagjaként részt vett a 2007-es U20-as világbajnokságon. 2009–2019 között 38 alkalommal szerepelt a japán válogatottban és négy gólt szerzett.

## Statisztika
| Japán válogatott | Japán válogatott | Japán válogatott |
| Időszak          | Mérk.            | gól              |
| ---------------- | ---------------- | ---------------- |
| 2010             | 4                | 0                |
| 2011             | 4                | 0                |
| 2012             | 3                | 1                |
| 2013             | 3                | 0                |
| 2014             | 0                | 0                |
| 2015             |                  |                  |
| Összesen         | 14               | 1                |